# Hannah Lamdan
Hannah Lamdan (en hébreu  חנה למדן), née le 5 janvier 1905 à Shrivitsi et décédée le 10 avril 1995 à Holon, était une femme politique israélienne.

## Biographie
Elle est née en Bessarabie. Elle étudie le russe et l'Hébreu à l'école primaire. Elle s'installe en Palestine mandataire en 1926 et devient membre du groupe Hashomer Hatzair. Elle travaille pour la commune de Tel Aviv. De 1937 à 1948 elle travaille pour le département d'état. En 1948, elle rejoint le groupe Mapaï. Elle est élue à 5 Knessets jusqu'en 1953. Elle retourne à la Knesset en 1957.  